# أتسافت (تسافت)
أتسافت هي إحدى مشيخات المملكة المغربية، تتبع جغرافيا لإقليم الدريوش وإداريًا لتسافت. يقدر عدد سكانها بـ 7501 نسمة حسب الإحصاء الرسمي للسكان والسكنى لسنة 2004.